# Orinus
Orinus és un gènere de plantes de la subfamília de les cloridòidies, família de les poàcies. És originari de l'oest de l'Himàlaia.
El nom del gènere deriva del grec oreinos (alpí), al·ludint al seu hàbitat.
Fou descrit per Albert Spear Hitchcock i publicat a Journal of the Washington Academy of Sciences 23: 136, f. 2. L'espècie tipus és: Orinus arenicola Hitchc. 

## Taxonomia
A continuació es brinda un llistat de les espècies del gènere Orinus acceptades fins a abril de 2014, ordenades alfabèticament. Per a cadascuna s'indica el nom binomial seguit de l'autor, abreujat segons les convencions i usos.
- Orinus anomala Keng f.
- Orinus arenicola Hitchc.
- Orinus kokonorica (K.S.Hao) Keng
- Orinus thoroldii (Stapf ex Hemsl.) Bor
- Orinus tibeticus N.X.Zhao